# マックス・アブラハム

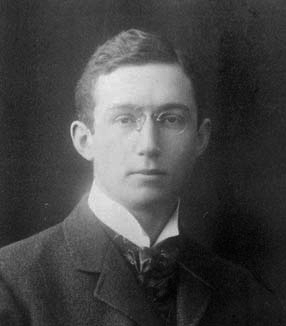
マックス・アブラハム

マックス・アブラハム（Max Abraham、1875年3月26日 - 1922年11月16日）は、ドイツ帝国（現:ポーランドグダニスク）ダンツィヒ出身の（理論）物理学者。ベクトル記法の普及に貢献したとして名高い。

## 生涯
1875年3月26日、ドイツ帝国ダンツィヒにユダヤ系商人で父はモーリッツ・アブラハム、母はセルマ・モーリッツソンの元に生まれる。
フンボルト大学ベルリンにてドイツの物理学者であるマックス・プランクの元で学び、1897年に学位の取得と共に卒業し、その後3年間はプランクの助手を務めた。
1900年、ゲオルク・アウグスト大学ゲッティンゲンの私講師を務めた。
1902年に電子を剛体球とみなして電子の質量は電荷と電磁場との相互作用に起因すると言う電磁質量の理論を発表した。しかし、1904年頃にオランダの物理学者であるヘンドリック・ローレンツはアブラハムの理論とは異なる電子は運動方向に短縮すると言う考えを発表し、論争や実験が行われ対立したが、後にドイツの物理学者であるアルベルト・アインシュタインの相対性理論により解決される。
1908年にはアメリカに渡りイリノイ大学の物理学教授となったが大学の雰囲気に馴染めず、6ヶ月でゲッティンゲンに戻った。
1909年、イタリアの数学者であるトゥーリオ・レヴィ＝チヴィタに招待されてミラノ工科大学にて古典力学、物理学の教授を務めるものの1914年に第一次世界大戦が始まったため、ドイツへの帰国を余儀なくされた。その後はテレフンケンで伝送の研究をした。
戦後になってもアブラハムは1921年までシュトゥットガルトで物理学を教えていたためミラノ工科大学に戻れず、同年、アーヘンに招かれた。しかし、力学の教授に赴任する途中に脳腫瘍に罹り、入院した。
1922年11月16日に脳腫瘍のためミュンヘンで亡くなった。
アブラハムの死後、イギリスの物理学者であるマックス・ボルン、ドイツの物理学者であるマックス・フォン・ラウエはアブラハムの理論を研究した。なお、ラウエはゲオルク・アウグスト大学ゲッティンゲンに居た頃、アブラハムより物理学を学んでいた。

## 業績
1897年、フンボルト大学ベルリンでイギリスの理論物理学者であるジェームズ・クラーク・マクスウェルの電磁理論や境界値問題について研究し、導体中での電気振動を考察した博士論文がある。
1904年から1905年にかけて著された全2巻からなる主著『電磁理論（Theorie der Elektrizität）』は、ドイツで初めてベクトル解析を用いた電磁気学の教科書である。

## 出版物
- 1902年『Dynamik des Electrons』[原文 1]
- 1902年『Prinzipien der Dynamik des Elektrons (1902)』[原文 2]
- 1903年『Prinzipien der Dynamik des Elektrons (1903)』[原文 3]
- 1904年『Die Grundhypothesen der Elektronentheorie』[原文 4]
- 1904年『Zur Theorie der Strahlung und des Strahlungsdruckes』
- 1904年『Theorie der Elektrizität: Einführung in die Maxwellsche Theorie der Elektrizität』アウグスト・オットー・フェップル（英語版）と共著
- 1905年『Theorie der Elektrizität』Theorie der Elektrizität : Max Abraham, August Föppl : Free Download, Borrow, and Streaming : Internet Archive インターネットアーカイブ
- 1912年『Relativitaet und Gravitation. Erwiderung auf eine Bemerkung des Herrn A. Einstein』
- 1912年『Nochmals Relativitaet und Gravitation. Bemerkungen zu A. Einsteins Erwiderung』
- 1914年『Die neue Mechanik』AMS Historica

## 原文
1. ↑  Dynamik des Electrons – Wikisource ドイツ語版ウィキソース
2. ↑  Prinzipien der Dynamik des Elektrons (1902) – Wikisource ドイツ語版ウィキソース
3. ↑  Prinzipien der Dynamik des Elektrons (1903) – Wikisource ドイツ語版ウィキソース
4. ↑  Die Grundhypothesen der Elektronentheorie – Wikisource ドイツ語版ウィキソース